# Тюриков Пилип Іванович
Пилип Іванович Тюриков (нар. 19 жовтня 1931) — український футбольний арбітр.
1961 року розпочав арбітраж поєдинків чемпіонату СРСР. З 15 квітня 1967 року — суддя всесоюзної категорії. Через два дні дебютував як головний арбітр. У тому матчі СКА (Ростов-на-Дону) й єреванський «Арарат» зіграли внічию.
Протягом дев'яти сезонів обслуговував матчі чемпіонату СРСР. Провів як головний рефері 20 ігор, а в 17 матчах був боковим суддею.